# 21 noiembrie
ianuarie • februarie • martie  • aprilie  • mai  • iunie  • iulie  • august  • septembrie  • octombrie  • noiembrie  • decembrie
21 noiembrie este a 325-a zi a calendarului gregorian și a 326-a zi în anii bisecți. Mai sunt 40 de zile până la sfârșitul anului.

## Evenimente

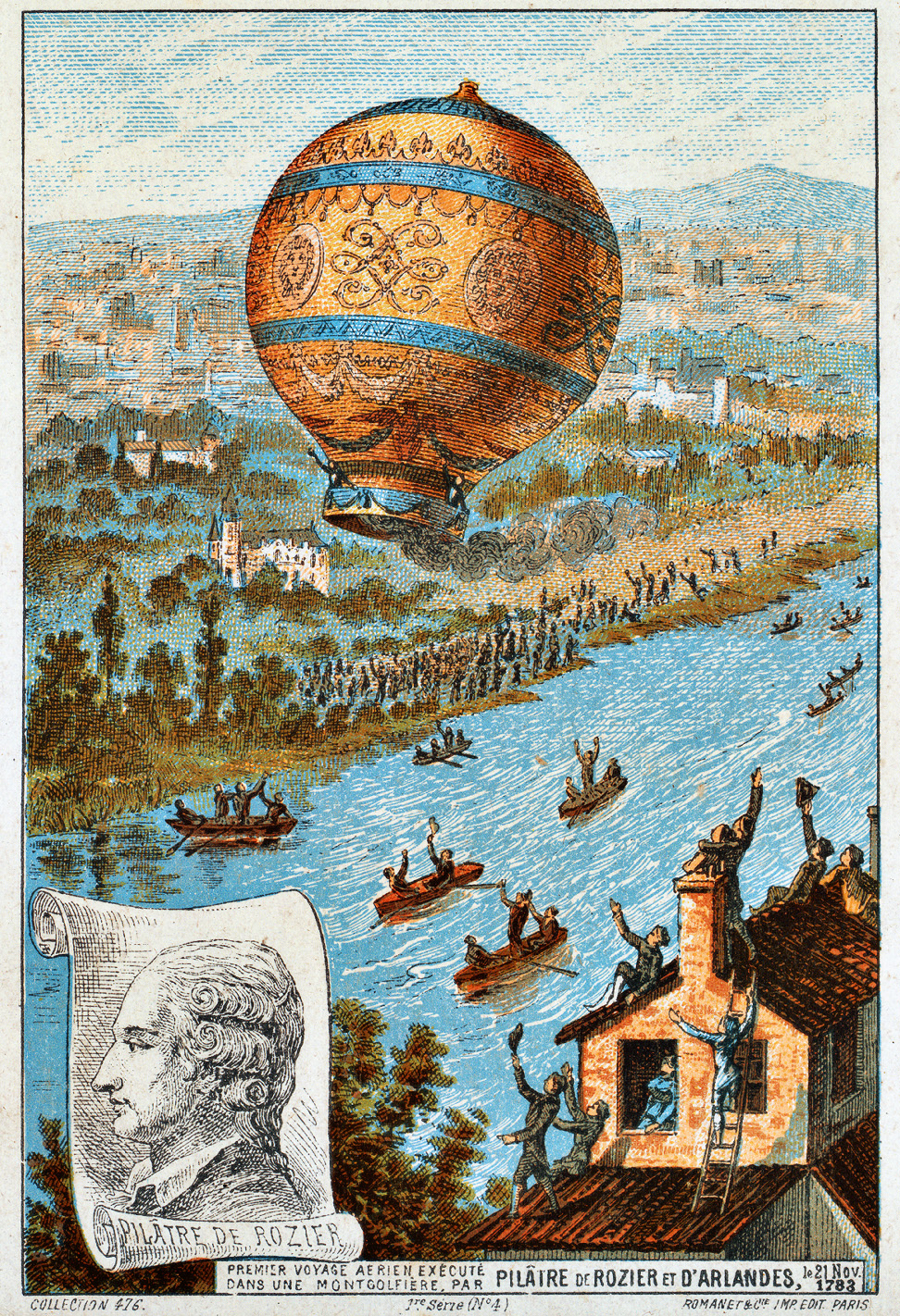
1783: La Paris, Jean-François Pilâtre de Rozier și François Laurent d'Arlandes au realizat primul zbor din lume într-un balon cu aer cald; zborul a durat 25 de minute, pe o distanta de 9 km iar altitudinea maximă atinsă a fost de 900 de metri.

- 1272: După moartea lui Henric III al Angliei, fiul său Prințul Eduard devine rege al Angliei.
- 1615: Bătălia de la Tătăreni. Alexandru Movilă, sprijinit de nobilii polonezi Mihai Wisniowiecki și Samuel Koreki, îl invinge pe Ștefan Tomșa și se înscăunează domn al Moldovei.
- 1740: Începe construirea monumentului Sfânta Treime de la Timișoara; monumentul a fost ridicat în amintirea epidemiei care a devastat întregul Banat în jurul anului 1739.
- 1783: La Paris, Jean-François Pilâtre de Rozier și François Laurent d'Arlandes au realizat primul zbor din lume într-un balon cu aer cald; zborul a durat 25 de minute, pe o distanta de 9 km iar altitudinea maximă atinsă a fost de 900 de metri.
- 1784: Împaratul Iosif al II-lea ordonă reprimarea Răscoalei conduse de Horea.
- 1789: Carolina de Nord a devenit cel de-al 12-lea stat american.
- 1877: Thomas Edison anuntă invenția sa: fonograful, o mașină care poate înregistra sunete.
- 1880: Printr-un act semnat la Sigmaringen, prințul Ferdinand de Hohenzollern, nepotul de frate al lui Carol I este desemnat prinț moștenitor al coroanei României.
- 1916: Primul Război Mondial: O mină explodează și scufundă HMHS Britannic în Marea Egee, omorând 30 de oameni.
- 1916: Carol I al Austriei îi succede la tron împăratului Franz Joseph I.
- 1920: Duminica Însângerată: treizeci de demonstranți sunt împușcați de poliție la Dublin.
- 1922: Rebecca Felton este învestită în funcția de prima femeie din SUA senator. Este reprezentanta statului Georgia și are 87 de ani.
- 1933: Ion Mihalache devine președinte al Partidului Național Țărănesc în urma demisiei lui Al. Vaida–Voievod. Va fi arestat în 1947 și condamnat la închisoare de comuniști, unde va și muri, în 1963.
- 1944: Al Doilea Război Mondial: Armatele române duc lupte grele în nordul Ungariei pentru cucerirea Munților Bukk.
- 1947: Convenția cu privire la privilegiile și imunitățile instituțiilor specializate, adoptată de Adunarea Generală a O.N.U.
- 1966: BNR pune în circulație noua bancnotă de 1 leu cu denumirea statului "Republica Socialistă România". Culoarea predominantă este oliv deschis.
- 1995: Acordul de la Dayton (SUA). Este consfintit astfel Acordul de pace asupra Bosniei, semnat de către președinții bosniac, Alia Izetbegovici, croat, Franio Tudjman și sârb, Slobodan Milosevici, semnat la 14 dec. 1995, la Paris. Sfârșitul războiului civil din Bosnia.
- 2002: NATO invită Bulgaria, Estonia, Letonia, Lituania, România, Slovacia și Slovenia să devină membre.
- 2019: Primul ministru al Israelului, Benjamin Netanyahu, este acuzat oficial de procurorul general Avichai Mandelblit de luare de mită și abuz de încredere, în trei dosare penale. Netanyahu susține că acuzațiile fac parte dintr-o „vânătoare de vrăjitoare” politică împotriva sa.[1]

## Nașteri
- 1689: Jacques I, Prinț de Monaco (d. 1751)
- 1694: Voltaire, scriitor și filozof francez (d. 1778)
- 1768: Friedrich Daniel Ernst Schleiermacher, teolog protestant german și filozof  (d. 1834)
- 1824: Hieronymus Theodor Richter, chimist german (d. 1898)
- 1840: Prințesa Victoria a Marii Britanii, împărăteasa Germaniei, fiica reginei Victoria (d. 1901)
- 1851: Carl Locher, pictor danez (d. 1915)

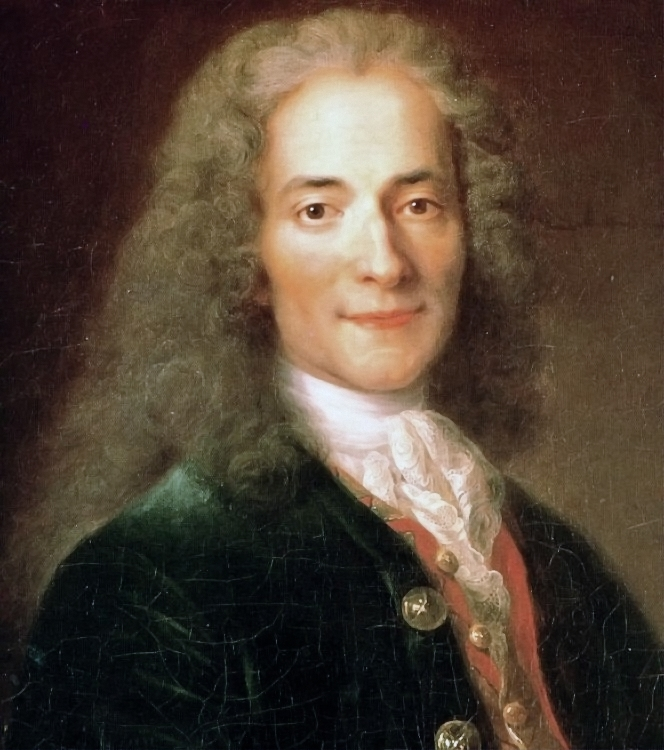
Voltaire, scriitor și filozof francez
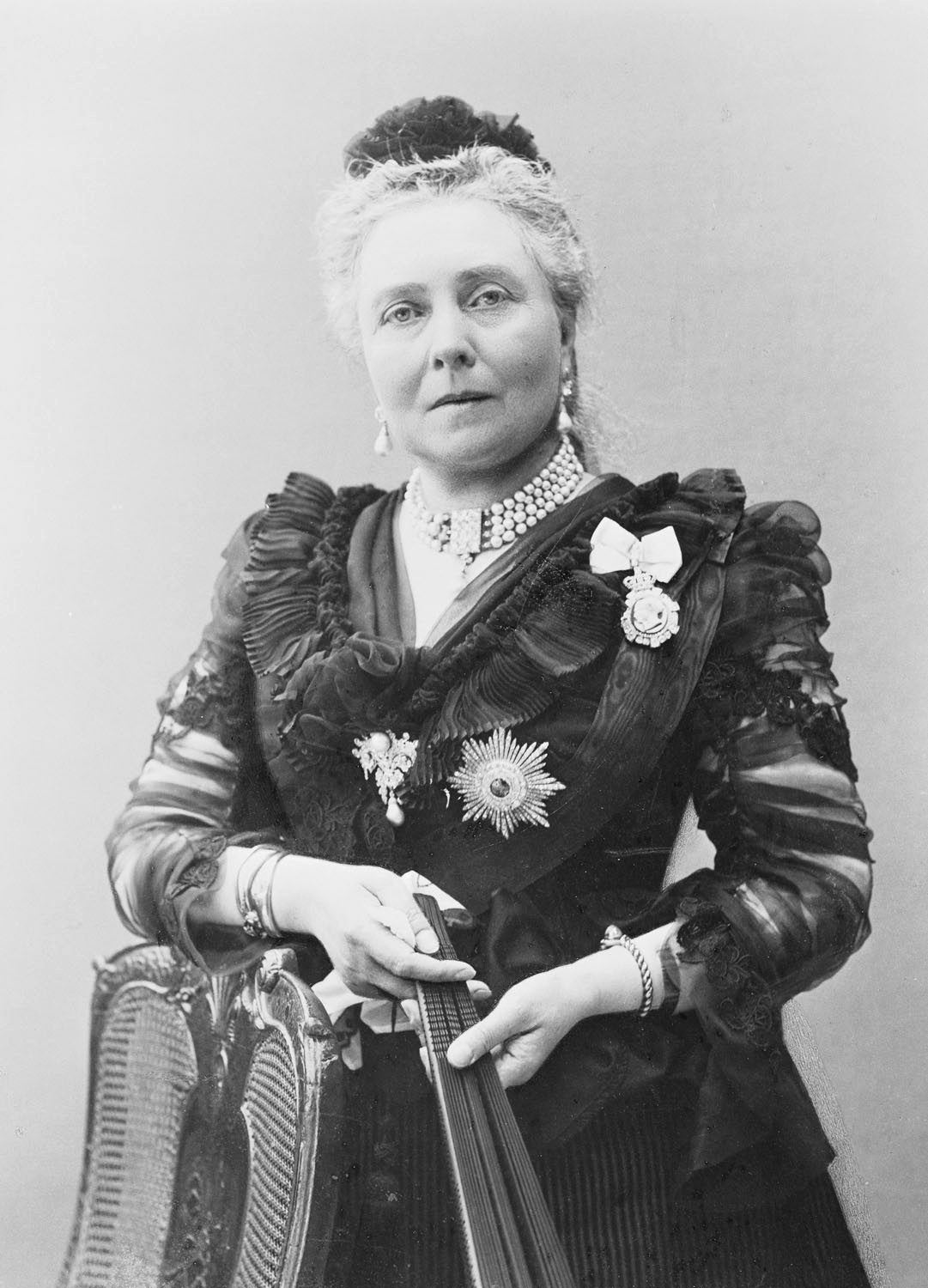
Prințesa Victoria a Marii Britanii, împărăteasă a Germaniei, fiica reginei Victoria
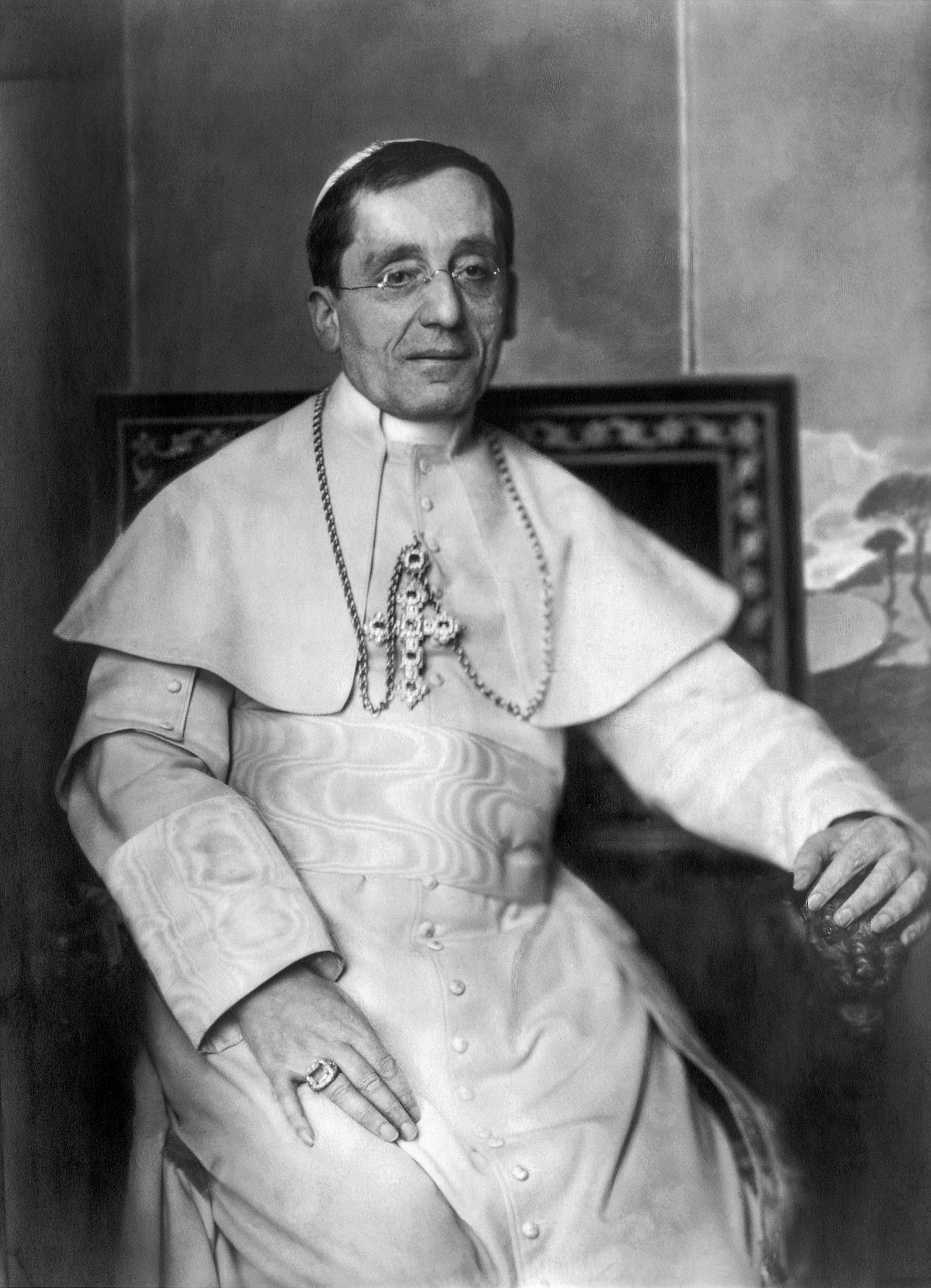
Papa Benedict al XV-lea

- 1854: Papa Benedict al XV-lea (Giacomo della Chiesa) (d. 1922)
- 1857: Columbano Bordalo Pinheiro, pictor portughez (d. 1929)
- 1868: Peter von Oldenburg, cumnat cu ultimul țar Nicolae al II-lea (d. 1924)
- 1895: Marcel Brion, scriitor, eseist și istoric de artă francez (d. 1984)
- 1895: Traian Grozăvescu, tenor român (d. 1927)
- 1898: René Magritte, pictor belgian (d. 1967)
- 1902: Isaac Bashevis Singer, scriitor polonez, laureat Nobel (d. 1981)
- 1913: Vintilă Cossini, fotbalist român (d. 2000)
- 1918: Constantin Galeriu, preot ortodox, vicar al Arhiepiscopiei Bucureștilor, disident anticomunist (d. 2003)
- 1919: Mihai Flamaropol, fotbalist și hocheist român (d. 1985)
- 1921: Juan Zambudio Velasco, fotbalist spaniol (d. 2004)
- 1922: Naum Corcescu, sculptor român (d. 1989)
- 1923: Nicolae Corneanu, fost mitropolit al Banatului (d. 2014)
- 1930: Ion Gheție, prozator român (d. 2004)
- 1933: Anghel Dumbrăveanu, poet, prozator și traducător român (d. 2013)
- 1939: Constantin Crișan, istoric și critic literar român (d. 1996)
- 1943: Jacques Laffite, pilot de Formula 1
- 1944: Valer Dorneanu, politician român
- 1945: Goldie Hawn, actriță americană
- 1948: Constantin Tămagă, politician român

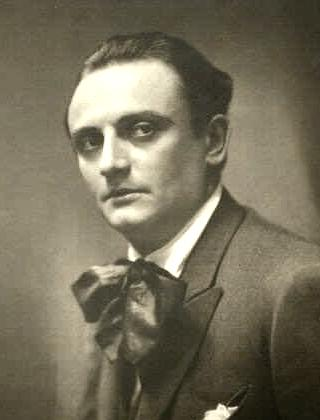
Traian Grozăvescu, tenor român
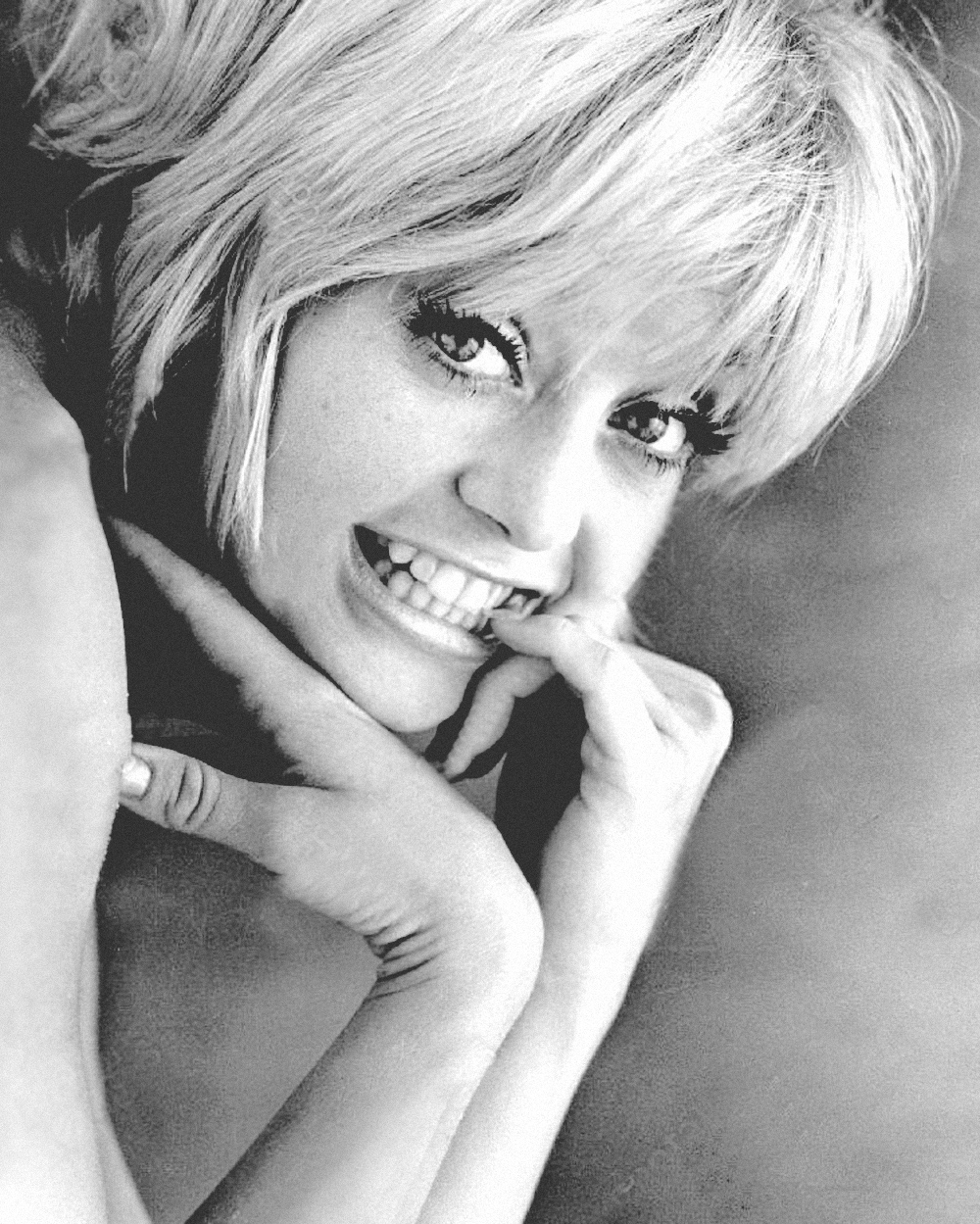
Goldie Hawn, actriță americană
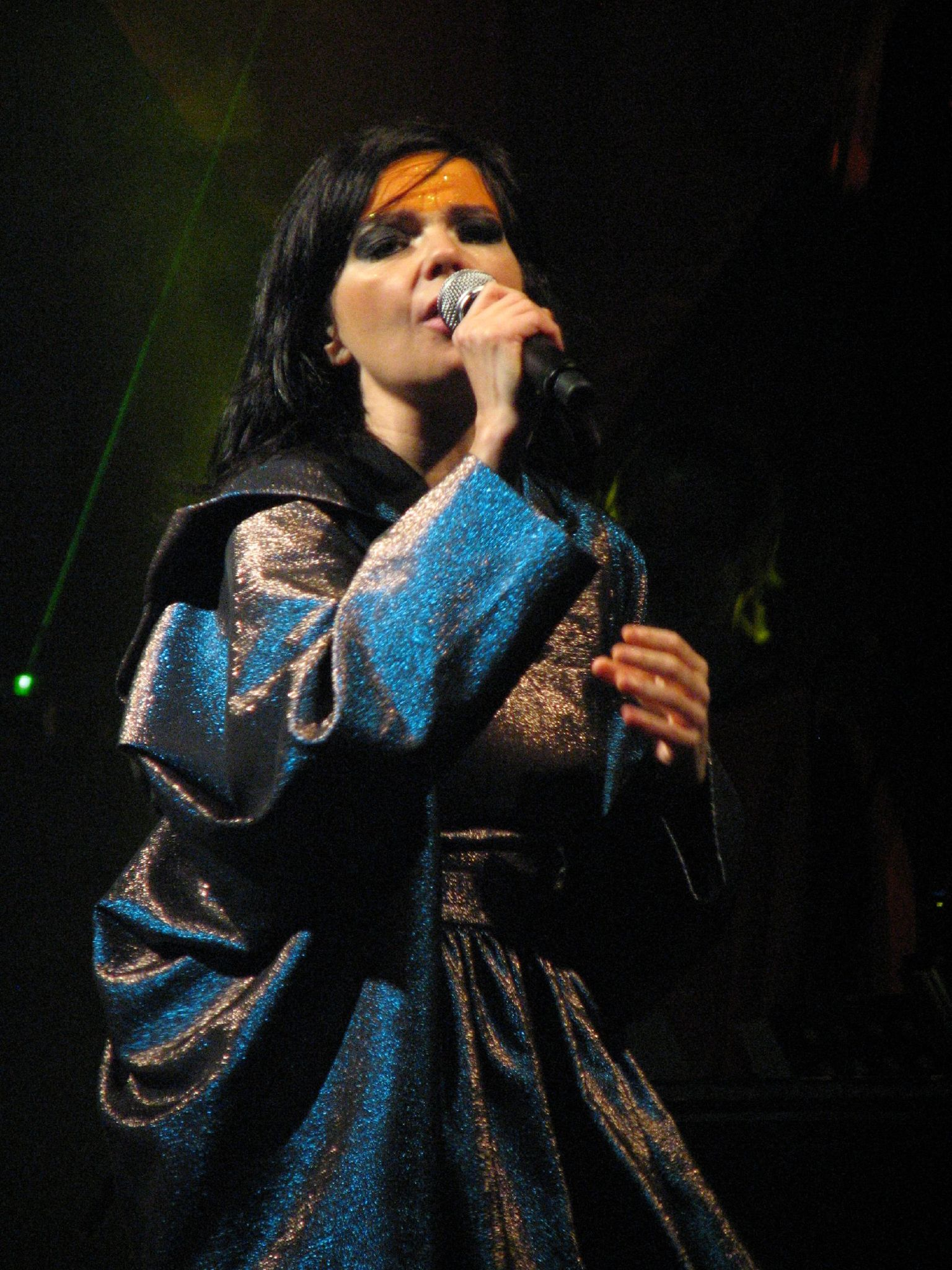
Björk, cântăreață islandeză

- 1953: Radu Igazsag, regizor român de filme de animație
- 1954: Adriana Șchiopu, actriță română
- 1954: Doina Deleanu, actriță română
- 1955: Aurel Dumitrașcu, poet român (d. 1990)
- 1957: George Alexandru, actor român (d. 2016)
- 1959: Ieronim Crețu, cleric ortodox român
- 1965: Björk, cântăreață și actriță islandeză
- 1971: Mette Klit, jucătoare și antrenoare daneză de handbal
- 1977: Tudor Sișu, rapper român
- 1979: Vincenzo Iaquinta, fotbalist italian
- 1982: Ioana Ciolacu, designer de modă român
- 1983: Daniela Iraschko-Stolz, săritoare cu schiurile austriacă
- 1984: Jena Malone, actriță și muziciană americană
- 1985: Carly Rae Jepsen, cantautoare canadiană
- 1985: Jesús Navas, fotbalist spaniol
- 1986: Marija Gedroit, handbalistă lituaniană
- 1994: Saúl Ñíguez, fotbalist spaniol

## Decese
- 1555: Georgius Agricola, om de știință considerat părintele mineralogiei (n. 1494)
- 1570: Ruxandra Lăpușneanu, principesă din Moldova, soția domnului Moldovei Alexandru Lăpușneanu (n. 1538)
- 1652: Jan Brożek, matematician și astronom polonez (n. 1585)
- 1844: Ivan Andreevici Krîlov, fabulist rus (n. 1769)
- 1874: Marià Fortuny, pictor catalan din Spania (n. 1839)
- 1887: Petre Ispirescu, folclorist și povestitor român (n. 1830)
- 1896: Dimitrie Scarlat Miclescu, om politic român (n. 1820)
- 1928: Heinrich al XXVII-lea, Prinț Reuss (n. 1858)

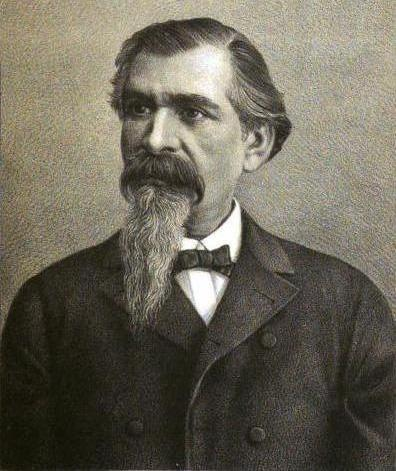
Petre Ispirescu, folclorist și povestitor român
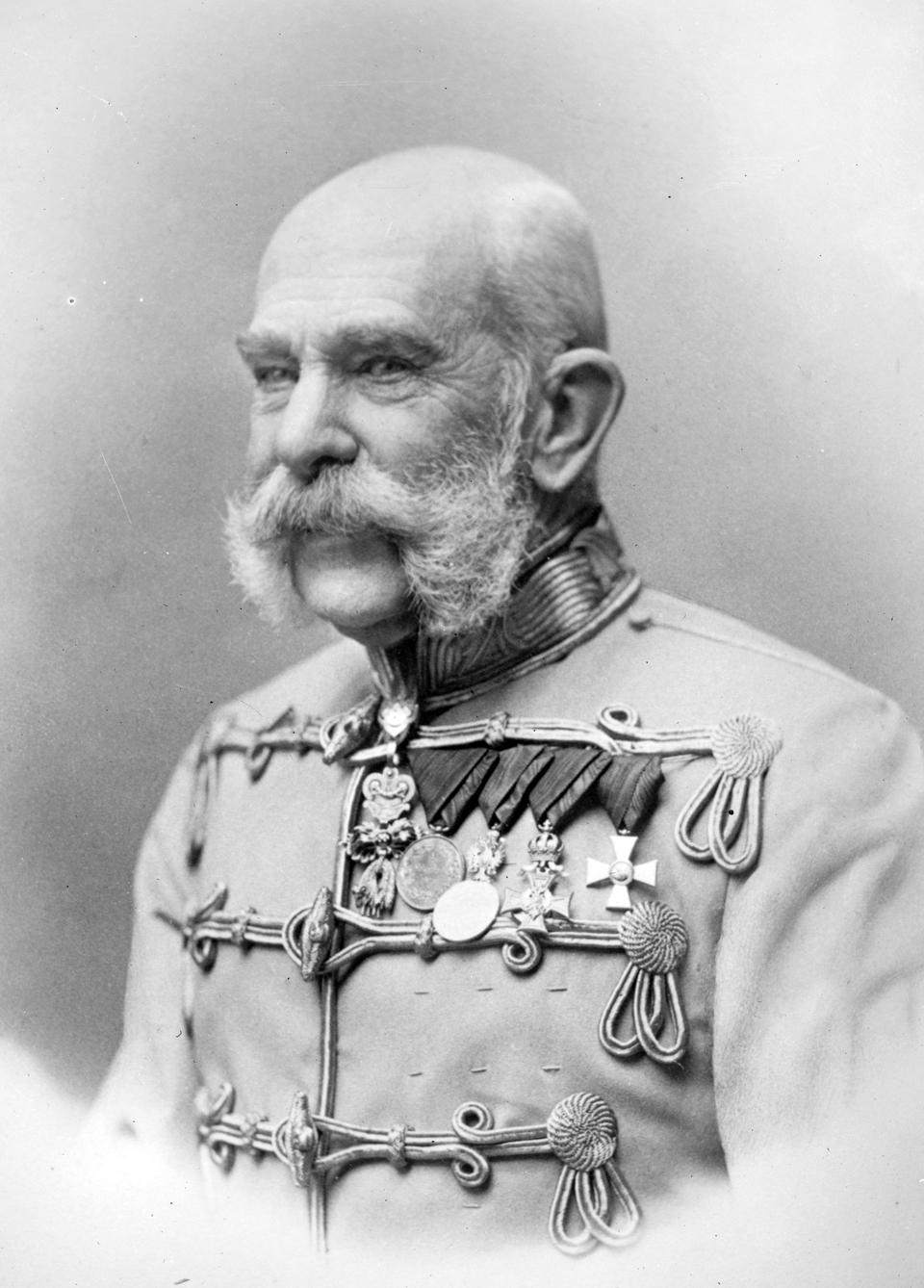
Împăratul Franz Josef I al Austriei
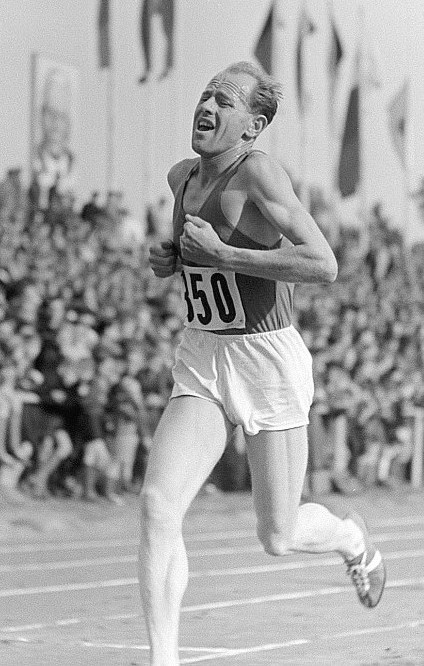
Emil Zátopek, atlet cehoslovac

- 1916: Împăratul Franz Josef I al Austriei (n. 1830)
- 1970: Chandrasekhara Venkata Raman, fizician indian (n. 1888)
- 1982: Lee Patrick, actriță americană (n. 1901)
- 1991: Dan Merișca, scriitor român de science-fiction (n. 1957)
- 1996: Abdus Salam, fizician pakistanez, laureat al Premiului Nobel (n. 1916)
- 1999: Ioan Chirilă, jurnalist sportiv român (n. 1925)
- 2000: Emil Zátopek, atlet cehoslovac (n. 1922)
- 2001: Ion Cristinoiu, compozitor, orchestrator, dirijor și instrumentist român (n. 1942)
- 2006: Gheorghe Calciu-Dumitreasa, preot și dizident român (n. 1925)
- 2009: Teki Biçoku, geolog albanez (n. 1926)
- 2009: Konstantin Feoktistov, cosmonaut sovietic (n. 1926)
- 2010: Jean Pârvulescu, scriitor și jurnalist francez de origine română (n. 1929)
- 2012: Șerban Ionescu, actor român (n. 1950)

## Sărbători
- Intrarea în Biserică a Maicii Domnului (calendarul creștin-ortodox)
- Prezentarea la Templu a Sf. Fecioare Maria (calendarul romano-catolic)
- Intrarea în Biserică a Maicii Domnului (calendarul greco-catolic)
- Ziua mondială a televiziunii (instituită de ONU pe 17 decembrie 1996 prin Rezoluția nr. 51/205)
- Ziua mondială a salutului (World Hello Day)
- Ziua Mondială a Comemorării Victimelor Traficului Rutier (1993)